# Bolton (Cumbria)
Bolton è un villaggio e parrocchia civile dell'Inghilterra, appartenente alla contea della Cumbria.

## Gemellaggi
- Vobbia[1]